# Alexandre Desplat
Alexandre Michel Gérard Desplat (francés: [a.lɛk.sɑdʁ dɛs.pla], París, 23 de agosto de 1961) es un compositor de cine franco-griego. Ha ganado dos Premios Óscar por sus bandas sonoras para las películas El Gran Hotel Budapest y La forma del agua, y ha recibido once nominaciones al Óscar, nueve nominaciones al César (tres ganadoras), doce nominaciones al BAFTA (tres ganadoras), quince nominaciones a los Globos de Oro (dos ganadoras) y ocho nominaciones a los Grammy (dos ganadoras).
Desplat ha trabajado en una variedad de películas, incluyendo éxitos independientes y comerciales como The Queen, La brújula dorada, El curioso caso de Benjamin Button, The Twilight Saga: New Moon, Fantástico Mr. Fox, Harry Potter y las Reliquias de la Muerte: parte 1 y Parte 2, El discurso del rey, La chica danesa, Moonrise Kingdom, Argo, El origen de los guardianes, La noche más oscura, Godzilla, The Imitation Game, Unbroken, Isla de perros, Mujercitas, Pinocho de Guillermo del Toro y Asteroid City.

## Biografía
Nació en París en 1961, es hijo de una madre griega y un padre francés que se conocieron y se casaron en Estados Unidos. Alexandre Desplat estudió piano a los 6 años, trompeta a los 8 y flauta a los 10. Sus profesores de flauta serían Max Porret, Raymond Guiot y Pierre Sechet. Obtiene el Primer Premio en flauta y música de cámara del Conservatorio regional de Boulogne-Billancourt y del conservatorio de Créteil, fue entonces que fascinado por la música y el cine comenzó a componer bandas sonoras para películas.
Aparte del campo de la música clásica, él toca Jazz y Bossa-nova, e interpreta y graba con varios artistas como el brasileño Carlinhos Brown o el zaireño Ray Léma.
Estudió análisis musical con Claude Ballif en el Conservatorio de París y es seguidor del sistema UPIC de Iannis Xenakis.
Jack Hayes, en Los Ángeles le introduce en el mundo de las grabaciones de Hollywood. 
Ha dado conferencias en "Composición para cine" en el “Royal College of Music” en Londres y en "La Sorbonne" en París. Ha dirigido sus grabaciones con la London Symphony Orchestra, la Royal Philharmonic Orchestra, la Czek Philharmonic, la Berlin Studio Orchestra, la Munich Symphony Orchestra, entre otras. Aparte del campo del cine, ha escrito música para teatros, televisión, ballet, anuncios y ha compuesto canciones para Kate Beckinsale, Charlotte Gainsbourg, John Hurt, Michael Gambon, Catherine Ringer, Akhénaton, etc.

## Filmografía[4]
Alexandre Desplat ha trabajado en numerosas películas desde el inicio de su carrera, ha dejado una huella significativa en la industria del cine con sus composiciones originales y emotivas, y ha sido elogiado por su habilidad para capturar la esencia y el ambiente de las películas a través de su música, las cuales se mencionan a continuación:
| Año  | Película                                           | Director                               |
| ---- | -------------------------------------------------- | -------------------------------------- |
| 1986 | Le souffleur                                       | Franck Le Witta                        |
| 1988 | Ki lo Sa?                                          | Robert Guédiguian                      |
| 1989 | William Tell                                       | Georges Nicolas Hayek                  |
| 1991 | In the Name of the Father and the Son              | Patrice Noïa                           |
| 1991 | Lapse of Memory                                    | Patrick Dewolf                         |
| 1991 | Family Express                                     | Georges Nicolas Hayek                  |
| 1992 | The Weaker Sexes!                                  | Serge Meynard                          |
| 1993 | The Advocate                                       | Leslie Megahey                         |
| 1993 | Le Tronc                                           | Bernard Faroux Karl Zero               |
| 1994 | Innocent Lies                                      | Patrick Dewolf                         |
| 1994 | See How They Fall                                  | Jacques Audiard                        |
| 1995 | Lucky Punch                                        | Dominique Ladoge                       |
| 1995 | Marie-Louise, una americana en París               | Manuel Flèche                          |
| 1995 | Les Milles                                         | Sébastien Grall                        |
| 1995 | Those Where the Days                               | Didier Haudepin                        |
| 1996 | Love, etc.                                         | Marion Vernoux                         |
| 1996 | Death in Therapy                                   | Francis Girod                          |
| 1996 | A Self-Made Hero                                   | Jacques Audiard                        |
| 1996 | Le Cri de la soie                                  | Yvon Marciano                          |
| 1997 | Une chance sur deux                                | Patrice Leconte                        |
| 1997 | La femme du cosmonaute                             | Jacques Monnet                         |
| 1997 | Sous les pieds des femmes                          | Rachida Krim                           |
| 1997 | The Revengers' Comedies                            | Malcolm Mowbray                        |
| 1998 | Toni                                               | Philomène Esposito                     |
| 1998 | Atilano presidente                                 | La Cuadrilla                           |
| 1998 | Restons groupés                                    | Jean-Paul Salomé                       |
| 1998 | Une minute de silence                              | Florent Emilio Siri                    |
| 1999 | Rien à faire                                       | Marion Vernoux                         |
| 1999 | A Monkey's Tale                                    | Jean-François Laguionie                |
| 1999 | C'est pas ma faute!                                | Jacques Monnet                         |
| 1999 | Vive nous!                                         | Camille de Casabianca                  |
| 1999 | Monsieur Naphtali                                  | Olivier Schatzky                       |
| 2000 | Barnie's Minor Annoyances                          | Bruno Chiche                           |
| 2000 | The Luzhin Defence                                 | Marleen Gorris                         |
| 2000 | Home Sweet Home                                    | Heidi Draper Michael Raeburn           |
| 2000 | Amazon                                             | Philippe de Broca                      |
| 2001 | The Nest                                           | Florent Emilio Siri                    |
| 2001 | Lee mis labios                                     | Jacques Audiard                        |
| 2001 | A Hell of a Day                                    | Marion Vernoux                         |
| 2001 | Transfixed                                         | Francis Girod                          |
| 2001 | Doors of Glory                                     | Christian Merret-Palmair               |
| 2001 | Bad Karma                                          | Alexis Miansarow                       |
| 2002 | 11'09''01 - September 11                           | Ken Loach Sean Penn Alejandro Iñárritu |
| 2002 | Tristan                                            | Philippe Harel                         |
| 2002 | Laughter and Punishment                            | Isabelle Doval                         |
| 2003 | Girl with a Pearl Earring                          | Peter Webber                           |
| 2003 | Le pacte du silence                                | Graham Guit                            |
| 2003 | A Sight for Sore Eyes                              | Gilles Bourdos                         |
| 2003 | Stormy Weather                                     | Sólveig Anspach                        |
| 2003 | Eager Bodies                                       | Xavier Giannoli                        |
| 2004 | Hostage                                            | Florent Emilio Siri                    |
| 2004 | The Beat That My Heart Skipped                     | Jacques Audiard                        |
| 2004 | Birth                                              | Jonathan Glazer                        |
| 2004 | The Upside of Anger                                | Mike Binder                            |
| 2004 | L'enquête corse                                    | Alain Berbérian                        |
| 2004 | Tu vas rire mais je te quitte                      | Philippe Harel                         |
| 2005 | Firewall                                           | Richard Loncraine                      |
| 2005 | Syriana                                            | Stephen Gaghan                         |
| 2005 | Casanova                                           | Lasse Hallström                        |
| 2005 | Une aventure                                       | Xavier Giannoli                        |
| 2005 | The Alibi                                          | Matt Checkowski Kurt Mattila           |
| 2006 | The Painted Veil                                   | John Curran                            |
| 2006 | The Queen                                          | Stephen Frears                         |
| 2006 | Quand j'étais chanteur                             | Xavier Giannoli                        |
| 2006 | El juego de los idiotas                            | Francis Veber                          |
| 2007 | L'ennemi intime                                    | Florent Emilio Siri                    |
| 2007 | Lust, Caution                                      | Ang Lee                                |
| 2007 | Ségo et Sarko sont dans un bateau                  | Karl Zero Michel Royer                 |
| 2007 | Mr. Magorium's Wonder Emporium                     | Zach Helm                              |
| 2007 | Michou d'Auber                                     | Thomas Gilou                           |
| 2007 | La brújula dorada                                  | Chris Weitz                            |
| 2008 | El curioso caso de Benjamin Button                 | David Fincher                          |
| 2009 | La Saga Crepúsculo: Luna Nueva                     | Chris Weitz                            |
| 2009 | Chéri                                              | Stephen Frears                         |
| 2009 | Coco avant Chanel                                  | Anne Fontaine                          |
| 2009 | El ejército del crimen                             | Robert Guédiguian                      |
| 2009 | Fantastic Mr. Fox                                  | Wes Anderson                           |
| 2010 | The Ghost Writer                                   | Roman Polanski                         |
| 2010 | Tamara Drewe                                       | Stephen Frears                         |
| 2010 | Harry Potter y las Reliquias de la Muerte: parte 1 | David Yates                            |
| 2010 | The Special Relationship                           | Richard Loncraine                      |
| 2010 | El discurso del rey                                | Tom Hooper                             |
| 2011 | Largo Winch (Tome 2)                               | Jérôme Salle                           |
| 2011 | The Tree of Life                                   | Terrence Malick                        |
| 2011 | Harry Potter y las Reliquias de la Muerte: parte 2 | David Yates                            |
| 2011 | La Fille du puisatier                              | Daniel Auteuil                         |
| 2011 | A Better Life                                      | Chris Weitz                            |
| 2011 | Tan Fuerte y Tan Cerca                             | Stephen Daldry                         |
| 2011 | Carnage                                            | Roman Polanski                         |
| 2011 | My Week with Marilyn                               | Simon Curtis                           |
| 2012 | Rust and Bone                                      | Jacques Audiard                        |
| 2012 | Argo                                               | Ben Affleck                            |
| 2012 | La noche más oscura                                | Kathryn Bigelow                        |
| 2012 | Moonrise Kingdom                                   | Wes Anderson                           |
| 2012 | Cloclo                                             | Florent Emilio Siri                    |
| 2012 | El origen de los guardianes                        | Peter Ramsey                           |
| 2013 | The Monuments Men                                  | George Clooney                         |
| 2013 | Philomena                                          | Stephen Frears                         |
| 2014 | Godzilla                                           | Gareth Edwards                         |
| 2014 | The Grand Budapest Hotel                           | Wes Anderson                           |
| 2014 | The Imitation Game                                 | Morten Tyldum                          |
| 2014 | Unbroken                                           | Angelina Jolie                         |
| 2015 | La chica danesa                                    | Tom Hooper                             |
| 2015 | Suffragette                                        | Sarah Gavron                           |
| 2016 | Florence Foster Jenkins                            | Stephen Frears                         |
| 2016 | The Secret Life of Pets                            | Chris Renaud                           |
| 2016 | La luz entre los océanos                           | Derek Cianfrance                       |
| 2017 | American Pastoral                                  | Ewan McGregor                          |
| 2017 | Valerian y la ciudad de los mil planetas           | Luc Besson                             |
| 2017 | Suburbicon                                         | George Clooney                         |
| 2017 | La forma del agua                                  | Guillermo del Toro                     |
| 2018 | Isle of Dogs                                       | Wes Anderson                           |
| 2018 | Operation Finale                                   | Chris Weitz                            |
| 2018 | Kursk                                              | Thomas Vinterberg                      |
| 2019 | Missing Link                                       | Chris Butler                           |
| 2019 | Mujercitas                                         | Greta Gerwig                           |
| 2019 | J’accusse                                          | Roman Polanski                         |
| 2021 | La crónica francesa                                | Wes Anderson                           |
| 2022 | Pinocho de Guillermo del Toro                      | Guillermo del Toro                     |
| 2022 | Padre y soldado                                    | Mathieu Vadepied                       |
| 2023 | Asteroid City                                      | Wes Anderson                           |
| 2023 | El palacio                                         | Roman Polanski                         |
| 2023 | The Boys in the Boat                               | George Clooney                         |

## Premios y nominaciones
Premios Óscar
| Año  | Categoría          | Película                           | Resultado |
| ---- | ------------------ | ---------------------------------- | --------- |
| 2007 | Mejor banda sonora | The Queen                          | Nominado  |
| 2009 | Mejor banda sonora | El curioso caso de Benjamin Button | Nominado  |
| 2010 | Mejor banda sonora | Fantastic Mr. Fox                  | Nominado  |
| 2011 | Mejor banda sonora | El discurso del rey                | Nominado  |
| 2013 | Mejor banda sonora | Argo                               | Nominado  |
| 2014 | Mejor banda sonora | Philomena                          | Nominado  |
| 2015 | Mejor banda sonora | The Imitation Game                 | Nominado  |
| 2015 | Mejor banda sonora | El Gran Hotel Budapest             | Ganador   |
| 2018 | Mejor banda sonora | La forma del agua                  | Ganador   |
| 2019 | Mejor banda sonora | Isle of Dogs                       | Nominado  |
| 2020 | Mejor banda sonora | Mujercitas                         | Nominado  |

Premios BAFTA
| Año  | Categoría          | Película                           | Resultado |
| ---- | ------------------ | ---------------------------------- | --------- |
| 2020 | Mejor banda sonora | Mujercitas                         | Nominado  |
| 2019 | Mejor banda sonora | Isle of Dogs                       | Nominado  |
| 2018 | Mejor banda sonora | La forma del agua                  | Ganador   |
| 2015 | Mejor banda sonora | El Gran Hotel Budapest             | Ganador   |
| 2013 | Mejor banda sonora | Argo                               | Nominado  |
| 2010 | Mejor banda sonora | El discurso del rey                | Ganador   |
| 2009 | Mejor banda sonora | Fantastic Mr. Fox                  | Nominado  |
| 2008 | Mejor banda sonora | El curioso caso de Benjamin Button | Nominado  |
| 2006 | Mejor banda sonora | The Queen                          | Nominado  |
| 2003 | Mejor banda sonora | Girl with a Pearl Earring          | Nominado  |

Globos de Oro
| Año  | Categoría              | Película                           | Resultado |
| ---- | ---------------------- | ---------------------------------- | --------- |
| 2022 | Mejor canción original | Pinocho de Guillermo del Toro      | Nominado  |
| 2022 | Mejor banda sonora     | Pinocho de Guillermo del Toro      | Nominado  |
| 2021 | Mejor banda sonora     | La crónica francesa                | Nominado  |
| 2020 | Mejor banda sonora     | Cielo de medianoche                | Nominado  |
| 2020 | Mejor banda sonora     | Mujercitas                         | Nominado  |
| 2019 | Mejor banda sonora     | Isle of Dogs                       | Nominado  |
| 2018 | Mejor banda sonora     | La forma del agua                  | Ganador   |
| 2016 | Mejor banda sonora     | La chica danesa                    | Nominado  |
| 2014 | Mejor banda sonora     | The Imitation Game                 | Nominado  |
| 2013 | Mejor banda sonora     | Argo                               | Nominado  |
| 2011 | Mejor banda sonora     | El discurso del rey                | Nominado  |
| 2009 | Mejor banda sonora     | El curioso caso de Benjamin Button | Nominado  |
| 2007 | Mejor banda sonora     | The Painted Veil                   | Ganador   |
| 2006 | Mejor banda sonora     | Syriana                            | Nominado  |
| 2004 | Mejor banda sonora     | Girl with a Pearl Earring          | Nominado  |

Premios Grammy
| Año  | Categoría                                     | Película                                           | Resultado |
| ---- | --------------------------------------------- | -------------------------------------------------- | --------- |
| 2016 | Mejor álbum de banda sonora para medio visual | The Imitation Game                                 | Nominado  |
| 2014 | Mejor álbum de banda sonora para medio visual | El Gran Hotel Budapest                             | Ganador   |
| 2013 | Mejor álbum de banda sonora para medio visual | Argo                                               | Nominado  |
| 2013 | Mejor álbum de banda sonora para medio visual | La noche más oscura                                | Nominado  |
| 2012 | Mejor álbum de banda sonora para medio visual | Harry Potter y las Reliquias de la Muerte: parte 2 | Nominado  |
| 2011 | Mejor álbum de banda sonora para medio visual | El discurso del rey                                | Ganador   |
| 2009 | Mejor álbum de banda sonora para medio visual | El curioso caso de Benjamin Button                 | Nominado  |

Premios de la Crítica Cinematográfica
| Año  | Categoría                        | Película                           | Resultado |
| ---- | -------------------------------- | ---------------------------------- | --------- |
| 2019 | Mejor compositor de banda sonora | Isle of Dogs                       | Nominado  |
| 2018 | Mejor compositor de banda sonora | La forma del agua                  | Ganador   |
| 2014 | Mejor compositor de banda sonora | The Imitation Game                 | Nominado  |
| 2012 | Mejor compositor de banda sonora | Argo                               | Nominado  |
| 2010 | Mejor compositor de banda sonora | El discurso del rey                | Nominado  |
| 2008 | Mejor compositor de banda sonora | El curioso caso de Benjamin Button | Nominado  |
| 2007 | Mejor compositor de banda sonora | Lust, Caution                      | Nominado  |

MTV Video Music Awards
| Año  | Categoría          | Película                                           | Resultado |
| ---- | ------------------ | -------------------------------------------------- | --------- |
| 2011 | Mejor banda sonora | Harry Potter y las Reliquias de la Muerte: parte 2 | Ganador   |

## Nominaciones
- "BMI London Film Music Awards" en el 2007 para "The Queen" y "El velo pintado".

- "Los Angeles Film Critics Association Award" en él, 2006, Mejor Música para "The Queen" y "El velo pintado".

- César en 2006 para "The Beat My Heart Skipped".

- Oso de Plata para la Mejor banda sonora en el Festival de Cine de Berlín Film del 2005 para "The Beat My Heart Skipped".

- Nominado al "Chicago Film Critics Awards", Mejor banda sonora original por "The Queen" en el 2006.

- Nominado al "European Film Awards" en el 2004 por "La joven de la perla".

- Nominado al César en 1997 por "Self Made Hero" y en el 2001 por "Read My Lips", de Jacques Audiard.

- Nominado al International Film Music Critics Assosiation por Harry Potter y las Reliquias de la Muerte: parte 2 en 2011, Mejor banda sonora original de Fantasía, Ciencia Ficción y Horror.